# Municipio de Nextlalpan
El municipio de Nextlalpan es uno de los 125 municipios del Estado de México y uno de los 7 municipios que integran la región Zumpango, en el centro de México. Tiene una superficie de 54.732 km² y cuenta con tres comunidades urbanas: Santa Ana Nextlalpan, que además es su cabecera municipal, San Miguel Jaltocan y la Exhacienda Santa Inés, el resto está conformado por comunidades rurales. Su nombre se compone de nextli; ceniza, talli, tierra y pan, sobre o en; es decir: "sobre tierra de ceniza".&thinsp.

## Geografía
El municipio de Nextlalpan se encuentra ubicado en el norte del estado de México, tiene una extensión territorial total de 54 732 kilómetros cuadrados que representan el 0.24 % de la extensión total del estado de México. Sus coordenadas geográficas extremas son 19°41′ - 19°47′ de latitud norte y 99°2′ - 99° 08 de longitud oeste, su altitud va de un máximo de 2400 de un mínimo de 2200 metros sobre el nivel del mar.
Limita al norte y al noreste con el municipio de Zumpango y al centro-norte con el municipio de Jaltenco, al sureste y sur con el municipio de Tecámac, al sur con los municipios de Tonanitla, Tultitlán, Tultepec y Melchor Ocampo y al oeste con Cuautitlán.

### Clima y ecosistemas
El clima es templado con lluvias de abril a octubre, heladas en noviembre a marzo, dentro de la flora en algunos parques o jardines hay árboles de pirul, casuarina, cedro blanco, ciprés, cedro limón, capulín, pera, yuca, nopales con Tunas, para alimento y xoconostle y otros, maguey, palma de abanico, fresno, trueno, pino, acasia, laurel, jara, azomiate, diversidad de pastos o gramíneas, maravilla, elia, lavanda, salvia, mirto, siempreviva, tepozan, mirasol, cosmos,toloache,floripondio,órganos, ciruelo, manzanos, colorin,cazahuate,sabila de varios tipos, arrayan, entre otras.

## Demografía
La población del municipio de acuerdo con el Censo de Población y Vivienda realizado en 2020 por el Instituto Nacional de Estadística y Geografía es de 57 082 habitantes, de los que 27 988 son hombres y 29 094 son mujeres.

### Localidades
El municipio incluye en su territorio un total de 21 localidades. Las principales, considerando su población del censo de 2010 son:
| Localidad              | Población |
| Total Municipio        | 57 082    |
| Ex-hacienda Santa Inés | 18 769    |
| Santa Ana Nextlalpan   | 16 596    |
| Paseos del Valle       | 7 753     |
| San Miguel Jaltocan    | 4 098     |
| Prados San Francisco   | 3 702     |
| San Mateo Acuitlapilco | 2 632     |

## Administración y política

### Gobierno municipal
Presidenta Municipal
- Lorena Alameda Juárez Presidenta municipal Constitucional[8]

### Representación legislativa
Para la elección de diputados locales al Congreso del estado de México y de diputados federales a la Cámara de Diputados federal, el municipio de Nextlalpan se encuentra integrado en los siguientes distritos electorales:
Local:
- Distrito electoral local de 12 del estado de México con cabecera en Teoloyucan.[9]

Federal:
- Distrito electoral federal 2 del estado de México con cabecera en la Tultepec.[10]

### Hermanamientos
La ciudad  tiene Hermanamientos con las siguientes ciudades alrededor del mundo:
- Sabana Grande de Boya, República Dominicana (2010)[11]

## Cultura

### Casas de cultura
Casa de Cultura de Nextlalpan “Cualcalli”. 

### Museo
- Museo arqueológico de Nextlalpan

### Constancia de Pueblo indígena Xaltocan
- Expedición de Constancia como Pueblo Indígena Xaltocan